# リップ (ブラッスリー)

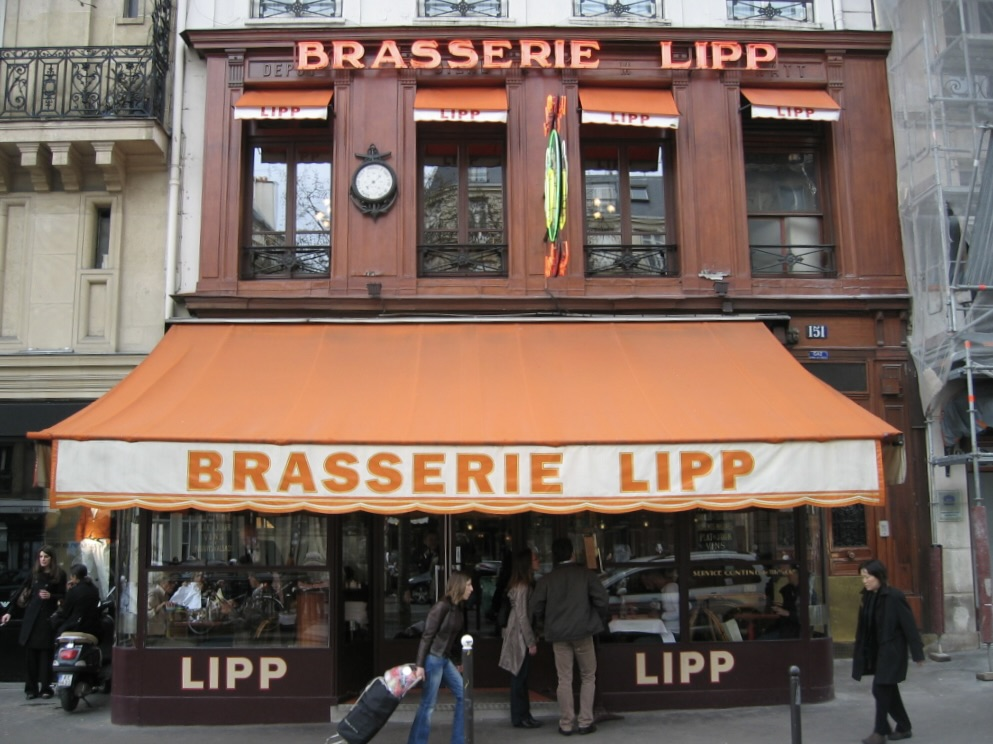
リップ

リップ （仏: Lipp）とはフランス、パリ6区のサン＝ジェルマン＝デ＝プレにある老舗のブラッスリー。セレブ向けという評価とともに、スノッブも集まる店という。

## 歴史
1870年からの普仏戦争を契機にアルザス＝ロレーヌ地方からパリに移住したレオナルド・リップが1880年この地に創設した店を前身とする。店名は故郷を懐かしんで Bords du Rhin  「ライン川岸のブラッスリー」とした。テーブル数は10という小規模店ながら、シュークルート（後述）とビールを提供する人気のブラッスリーとなった。
1918年にはラギオール出身のマルセラン・カゼスに事業は譲渡されたがメニューは変更せず営業を継続した。顧客はさらに増加し手狭になったので1925年には店舗の面積を2倍に拡張した。ヴィユ・コロンビエ劇場の一座や、小説家、さらには政治家たちがリップを支える常連となっていったのである。
1934年にとある常連客が、リップが主宰する文学賞の創設を提案し、マルセラン・カゼスはそれを受け入れカゼス賞またはリップ賞などと訳される Prix Cazes Brasserie Lipp を創設した。これは1935年を最初の年として2013年現在も継続しており、他で受賞歴がない作家を対象としている。
第二次世界大戦のパリ占領下においては占領軍に協力的な態度は取らず、1944年8月25日のパリ開放においては顧客にシャンパンをふるまったという。その後、1955年にマルセラン・カゼスは子息のロジェに店を譲った。
1960年のクロエのファッションショーや1983年のイヴ・モンタン主演映画『ギャルソン!』ではリップが舞台として使用された。
その後、経営母体は変化したが2014年現在も営業中である。

## 名物料理
この店の名物はシュークルートで、これは開店当時からのメニューである。名称はシュークルート（ザワークラウト）ながら、シュークルート単体ではなくそれを使った肉料理で、骨付きの豚肉やソーセージ、そしてジャガイモが使用される。アルザス風のシュークルートは肉とシュークルートをいっしょに煮て、その後でジャガイモをのせてさらに蒸し煮する、という手法で調理されるものである。

## アクセス
パリメトロ4号線のサン＝ジェルマン＝デ＝プレ駅すぐ。